# Türkmenabat
Türkmenabat (en turcomano cirílico: Түркменабат; en ruso: Туркменабад; anteriormente conocida como Chardzhou, también Chardjui, Charjou, Chardzhev, Chärjew o Charjew; en turcomano cirílico: Чәрҗев; en ruso: Чарджо; históricamente conocida como Amul) es la segunda ciudad más importante de Turkmenistán. Es la capital de la provincia de Lebap.

## Historia
Aunque actualmente es una ciudad industrial moderna, Türkmenabat tiene una historia de aproximadamente 2000 años. Antiguamente, era conocida como Āmul. El río Amu Darya ("río de Āmul") se llama así por de esta ciudad.
Durante siglos fue un cruce de caminos que unía tres ramales de la Gran Ruta de la Seda que llevaban a Bujara, Jiva y Merv. Āmul perteneció al feudal kanato de Bujara.
Cuando el Imperio Ruso se fue extendiendo por el Turquestán durante el siglo XIX la ciudad fue entregada a este por el kanato de Bujara, solo un tiempo antes de que este también se sometiese al zar.
Tras la revolución bolchevique de 1917 los comunistas fusionaron los distintos kanatos y emiratos nativos creando repúblicas soviéticas basadas en la etnia. Así Chardzhou fue asignada a la RSS de Turkmenistán, para contrarrestar el fuerte nacionalismo uzbeko.
La actual ciudad fue fundada en 1886, durante la construcción del ferrocarril Transcaspiano. Su papel de nudo ferroviario, y la alta fertilidad del valle del Amu-Darya, la convirtieron en el principal centro comercial para los productos agrícolas de la región nordeste del país. La ciudad tuvo una floreciente industria alimentaria y fábricas de textil (procesado de algodón y seda).
Chardzhou era el centro industrial y de transporte de Turkmenistán durante el periodo soviético, pero desde la independencia del país, la mayor parte de estos de los trabajos relacionados han desaparecido y el peso de la industria cayó en Asjabad.

## Demografía
Según estimación 2010 contaba con una población de 279 765 habitantes.

## Geografía y clima
Türkmenabat está situada a una altitud de 192 metros, sobre los bancos del río Amu-Darya, cerca de la frontera con Uzbekistán. A unos 70 kilómetros al sur de Türkmenabat está la reserva del desierto de Repetek, famosa por sus zemzen (cocodrilos del desierto).
La ciudad cuenta con un clima desértico (según la clasificación climática de Köppen: BWk), con inviernos fríos y veranos muy calurosos. Las precipitaciones son muy ocasionales, y, de ocurrir, tienen lugar en invierno y otoño.
| Parámetros climáticos promedio de Türkmenabat (1991-2020) | Parámetros climáticos promedio de Türkmenabat (1991-2020) | Parámetros climáticos promedio de Türkmenabat (1991-2020) | Parámetros climáticos promedio de Türkmenabat (1991-2020) | Parámetros climáticos promedio de Türkmenabat (1991-2020) | Parámetros climáticos promedio de Türkmenabat (1991-2020) | Parámetros climáticos promedio de Türkmenabat (1991-2020) | Parámetros climáticos promedio de Türkmenabat (1991-2020) | Parámetros climáticos promedio de Türkmenabat (1991-2020) | Parámetros climáticos promedio de Türkmenabat (1991-2020) | Parámetros climáticos promedio de Türkmenabat (1991-2020) | Parámetros climáticos promedio de Türkmenabat (1991-2020) | Parámetros climáticos promedio de Türkmenabat (1991-2020) | Parámetros climáticos promedio de Türkmenabat (1991-2020) |
| Mes                                                       | Ene.                                                      | Feb.                                                      | Mar.                                                      | Abr.                                                      | May.                                                      | Jun.                                                      | Jul.                                                      | Ago.                                                      | Sep.                                                      | Oct.                                                      | Nov.                                                      | Dic.                                                      | Anual                                                     |
| --------------------------------------------------------- | --------------------------------------------------------- | --------------------------------------------------------- | --------------------------------------------------------- | --------------------------------------------------------- | --------------------------------------------------------- | --------------------------------------------------------- | --------------------------------------------------------- | --------------------------------------------------------- | --------------------------------------------------------- | --------------------------------------------------------- | --------------------------------------------------------- | --------------------------------------------------------- | --------------------------------------------------------- |
| Temp. máx. abs. (°C)                                      | 24.0                                                      | 28.4                                                      | 35.9                                                      | 40.3                                                      | 42.9                                                      | 45.1                                                      | 46.2                                                      | 43.0                                                      | 40.4                                                      | 37.3                                                      | 31.9                                                      | 26.6                                                      | 46.2                                                      |
| Temp. máx. media (°C)                                     | 7.9                                                       | 10.8                                                      | 17.5                                                      | 24.8                                                      | 30.7                                                      | 35.5                                                      | 36.7                                                      | 35.2                                                      | 30.1                                                      | 23.3                                                      | 14.9                                                      | 8.7                                                       | 23                                                        |
| Temp. media (°C)                                          | 2.6                                                       | 4.9                                                       | 11.0                                                      | 17.8                                                      | 23.7                                                      | 28.3                                                      | 29.6                                                      | 27.4                                                      | 21.5                                                      | 14.7                                                      | 8.0                                                       | 3.5                                                       | 16.1                                                      |
| Temp. mín. media (°C)                                     | -1.7                                                      | 0.0                                                       | 5.2                                                       | 11.0                                                      | 16.0                                                      | 19.9                                                      | 21.3                                                      | 18.9                                                      | 13.1                                                      | 7.2                                                       | 2.4                                                       | -0.8                                                      | 9.4                                                       |
| Temp. mín. abs. (°C)                                      | -23.8                                                     | -22.2                                                     | -16.3                                                     | -4.6                                                      | 0.8                                                       | 9.4                                                       | 11.2                                                      | 8.9                                                       | 0.0                                                       | -9.5                                                      | -19.8                                                     | -22.8                                                     | -23.8                                                     |
| Precipitación total (mm)                                  | 18                                                        | 25                                                        | 25                                                        | 17                                                        | 15                                                        | 1.0                                                       | 0.7                                                       | 0.4                                                       | 0.6                                                       | 3                                                         | 12                                                        | 13                                                        | 130.7                                                     |
| Días de precipitaciones (≥ 0.1 mm)                        | 6.3                                                       | 5.8                                                       | 5.6                                                       | 4.7                                                       | 2.0                                                       | 0.5                                                       | 0.2                                                       | 0.3                                                       | 0.2                                                       | 1.5                                                       | 5.2                                                       | 6.3                                                       | 38.6                                                      |
| Horas de sol                                              | 131.8                                                     | 153.2                                                     | 197.6                                                     | 242.1                                                     | 330.3                                                     | 384.5                                                     | 395.3                                                     | 379.1                                                     | 322.7                                                     | 267.7                                                     | 193.7                                                     | 132.0                                                     | 3130                                                      |
| Humedad relativa (%)                                      | 76.9                                                      | 69.6                                                      | 59.4                                                      | 51.4                                                      | 43.1                                                      | 36.0                                                      | 37.4                                                      | 38.1                                                      | 43.3                                                      | 54.4                                                      | 69.3                                                      | 77.2                                                      | 54.7                                                      |
| Fuente n.º 1: Погода и климат climatebase.ru              |                                                           |                                                           |                                                           |                                                           |                                                           |                                                           |                                                           |                                                           |                                                           |                                                           |                                                           |                                                           |                                                           |
| Fuente n.º 2: NOAA (1961-1990)                            |                                                           |                                                           |                                                           |                                                           |                                                           |                                                           |                                                           |                                                           |                                                           |                                                           |                                                           |                                                           |                                                           |

## Transporte
La ciudad se comunica con la capital, Asjabad, mediante las aerolíneas Turkmenistan Airlines y por una línea ferroviaria. El tren además la conecta con Nukus y Urguench (Uzbekistán).

## Ciencia
En esta ciudad funcionó, entre 1899 y 1919, uno de los observatorios pertenecientes al Servicio internacional de latitud.